# Prva crnogorska fudbalska liga 2008-2009
La Prva crnogorska fudbalska liga 2008-2009 (prima lega calcistica montenegrina 2008-2009), conosciuta anche come T-Com 1.CFL per ragioni di sponsorizzazione, è stata la 5ª edizione di questa competizione, la 3ª come prima divisione del Montenegro indipendente. La vittoria finale è stata appannaggio del Mogren, al suo 1º titolo.
Capocannoniere del torneo fu Fatos Bećiraj (Budućnost), con 18 reti.

## Formula
In stagione le squadre partecipanti furono 12: 10 che mantennero la categoria dalla stagione precedente e 2 promosse dalla seconda divisione.
Le 12 squadre disputarono un girone andata-ritorno; al termine delle 22 giornate ne disputarono ancora 11 secondo uno schema prefissato (totale 33 giornate), al termine di queste l'ultima fu retrocessa, mentre la penultima e la terzultima disputarono i play-out contro la seconda e terza classificata della Druga crnogorska fudbalska liga 2008-2009.
Le squadre qualificate alle coppe europee furono quattro: La squadra campione si qualificò alla UEFA Champions League 2009-2010, la seconda e la terza alla UEFA Europa League 2009-2010. La squadra vincitrice della coppa del Montenegro fu anch'essa qualificata alla UEFA Europa League.

## Squadre
| Squadra   | Città               | Stadio                  | Stagione 2007-08 |
| --------- | ------------------- | ----------------------- | ---------------- |
| Budućnost | Podgorica           | Stadion Pod Goricom     | Campione         |
| Zeta      | Golubovci           | Stadion Trešnjica       | 2º               |
| Mogren    | Budua               | Stadion Lugovi          | 3º               |
| Grbalj    | Radanovići, Cattaro | Stadion u Radanovićima  | 4º               |
| Rudar     | Pljevlja            | Gradski stadion         | 5º               |
| Lovćen    | Cettigne            | Stadion Obilića Poljana | 6º               |
| Dečić     | Tuzi                | Stadion Tuško Polje     | 7º               |
| Petrovac  | Castellastua        | Stadion pod Malim Brdom | 8º               |
| Kom       | Podgorica           | Stadion Zlatica         | 9º               |
| Sutjeska  | Nikšić              | Stadion kraj Bistrice   | 11º              |
| Jezero    | Plav                | Stadion pod Racinom     | 1º in Druga liga |
| Jedinstvo | Bijelo Polje        | Gradski stadion         | 3º in Druga liga |

## Classifica
|                       | Pos. | Squadra                | Pt | G  | V  | N  | P  | GF | GS | DR  |
| --------------------- | ---- | ---------------------- | -- | -- | -- | -- | -- | -- | -- | --- |
| Montenegro (bandiera) | 1.   | Mogren                 | 74 | 33 | 23 | 5  | 5  | 62 | 24 | +38 |
|                       | 2.   | Budućnost              | 70 | 33 | 21 | 7  | 5  | 72 | 34 | +38 |
|                       | 3.   | Sutjeska               | 63 | 33 | 18 | 9  | 6  | 45 | 23 | +22 |
|                       | 4.   | Grbalj                 | 50 | 33 | 15 | 5  | 13 | 47 | 34 | +13 |
|                       | 5.   | Rudar Pljevlja         | 41 | 33 | 12 | 5  | 16 | 40 | 37 | +3  |
| [ 1 ]                 | 6.   | Petrovac               | 41 | 33 | 12 | 5  | 16 | 42 | 57 | −15 |
|                       | 7.   | Lovćen                 | 40 | 33 | 10 | 10 | 13 | 25 | 25 | 0   |
|                       | 8.   | Kom                    | 37 | 33 | 10 | 7  | 16 | 34 | 44 | −10 |
|                       | 9.   | Zeta (-10)             | 36 | 33 | 13 | 7  | 13 | 36 | 42 | −6  |
|                       | 10.  | Jezero                 | 33 | 33 | 9  | 6  | 18 | 30 | 62 | −32 |
|                       | 11.  | Dečić                  | 31 | 33 | 9  | 4  | 20 | 24 | 46 | −22 |
|                       | 12.  | Jedinstvo Bijelo Polje | 29 | 33 | 7  | 8  | 18 | 28 | 57 | −29 |

Legenda:
      Campione di Montenegro e ammessa alla UEFA Champions League 2009-2010.
      Ammesse alla UEFA Europa League 2009-2010.
  Partecipa ai play-out.
      Retrocesse in Druga crnogorska fudbalska liga 2009-2010.
Regolamento:
Tre punti a vittoria, uno a pareggio, zero a sconfitta.
Note:
Zeta penalizzato di 9 punti per aver schierato una formazione giovanile contro il Mogren alla 27ª giornata, per protesta per non aver ottenuto il rinvio per l'alto numero di squalificati ed infortunati. Zeta penalizzato ancora di un punto per tentativo di corruzione da parte del presidente Radojica Božović verso l'arbitro della partita Zeta-Sutjeska Jovan Kaluđerović, il quale non se l'è sentita di far iniziare la gara. Božović è stato squalificato a vita.

## Risultati
|           | Bud     | Deč     | Grb     | Jed     | Jez     | Kom     | Lov     | Mog     | Pet     | Rud     | Sut     | Zet     |
| --------- | ------- | ------- | ------- | ------- | ------- | ------- | ------- | ------- | ------- | ------- | ------- | ------- |
| Budućnost |         | 3:1 2:0 | 2:2     | 4:1 6:0 | 3:0     | 3:0     | 1:1     | 1:2     | 5:1 6:1 | 4:3 1:1 | 3:2 1:1 | 3-0 1-0 |
| Dečić     | 0:2     |         | 0:2     | 1:2 2:0 | 1:0     | 2:1     | 0:2     | 0:2     | 1:4 2:1 | 1:0 2:0 | 1:0     | 0:1     |
| Grbalj    | 2:1 1:2 | 2:0 2:2 |         | 2:1 4:0 | 3:0     | 1:0     | 0:0     | 2:1     | 3:1 1:0 | 2-1 0:2 | 2:0     | 1:2 4:1 |
| Jedinstvo | 1:2     | 1:0     | 2:1     |         | 0:1     | 0:0     | 0:1     | 0:0 1:2 | 2:1 3:1 | 0:0 1:1 | 2:2 1:1 | 0:0 1:2 |
| Jezero    | 1:1 2:2 | 1:0     | 1:0 1:2 | 0:1 4:2 |         | 0:1 4:2 | 2:1 1:0 | 1:6     | 1:3     | 1:4     | 2:1     | 1:1     |
| Kom       | 0:1 1:2 | 1:1     | 1:0 4:3 | 2:1 1:0 | 0:0     |         | 0:0 2:1 | 2:0     | 1:1 0:1 | 3:1     | 0:0     | 2:2     |
| Lovćen    | 3:0 0:2 | 2:0 0:0 | 1:1 1:0 | 2:1 0:1 | 0:0     | 2:0     |         | 1:1     | 1:0 1:1 | 0:2 2:0 | 0:0     | 1:0     |
| Mogren    | 1:0 2:3 | 2:0 3:1 | 1:0     | 6:0     | 2:1 2:0 | 2:1 2:0 | 2:0 0:0 |         | 1:1     | 4:3     | 0:1     | 2:0     |
| Petrovac  | 0:2     | 2:1     | 0:2     | 1:1     | 5:1 3:1 | 2:0     | 1:0     | 1:4 0:3 |         | 1:0 2:0 | 1:1 0:3 | 0:2 3:2 |
| Rudar     | 0:1     | 1:0     | 1:0     | 1:0     | 3:0 6:0 | 0:2 1:0 | 1:0     | 1:2 0:1 | 2:1     |         | 1:2 0:0 | 1:0 0:0 |
| Sutjeska  | 0:0     | 2:0 1:0 | 1:0 2:1 | 1:0     | 1:0 4:0 | 2:1 3:1 | 1:0 2:0 | 2:1 0:0 | 2:0     | 3:2     |         | 1:2     |
| Zeta      | 3:2     | 2:1 0:0 | 1:1     | 4:1     | 0:2 1:1 | 2:3 1:0 | 2:1 1:0 | 1:2 0:2 | 1:2     | 1:0     | 1:0 0:3 |         |

## Spareggi
Dečić e Jezero (penultimo e terzultimo in prima divisione) sfidano Mladost Podgorica e Mornar (secondo e terzo in seconda divisione) per due posti in Prva crnogorska fudbalska liga 2009-2010.
| Squadra 1                           | Totale | Squadra 2 | Andata     | Ritorno    |
| ----------------------------------- | ------ | --------- | ---------- | ---------- |
|                                     |        |           | 03.06.2009 | 07.03.2009 |
| Mladost Podgorica                   | 1 – 2  | Dečić     | 0 – 2      | 1 – 0      |
| Mornar                              | 2 – 1  | Jezero    | 2 – 1      | 0 – 0      |
| Mornar promosso, Jezero retrocesso. |        |           |            |            |

## Marcatori
| Pos. | Giocatore          | Squadra   | Reti |
| ---- | ------------------ | --------- | ---- |
| 1    | Fatos Bećiraj      | Budućnost | 18   |
| 2    | Ivan Vuković       | Budućnost | 17   |
| 2    | Predrag Ranđelović | Rudar     | 17   |
| 4    | Vladimir Gluščević | Mogren    | 16   |
| 4    | Admir Adrović      | Sutjeska  | 16   |
| 6    | Igor Burzanović    | Budućnost | 10   |
| 6    | Balša Božović      | Mogren    | 10   |
| 6    | Mehmet Divanović   | Petrovac  | 10   |